# St. Julien Mountain
St. Julien Mountain är ett berg i Kanada.   Det ligger i provinsen Alberta, i den centrala delen av landet, 3 100 km väster om huvudstaden Ottawa. Toppen på St. Julien Mountain är 2 613 meter över havet.
Terrängen runt St. Julien Mountain är huvudsakligen bergig, men åt sydost är den kuperad. Trakten runt St. Julien Mountain är nära nog obefolkad, med mindre än två invånare per kvadratkilometer.. Det finns inga samhällen i närheten. 
Trakten runt St. Julien Mountain består i huvudsak av gräsmarker.